# 浦和斎場
浦和斎場（うらわさいじょう）は、埼玉県さいたま市桜区大字下大久保1523-1にある、さいたま市が運営する葬儀場・火葬場である。

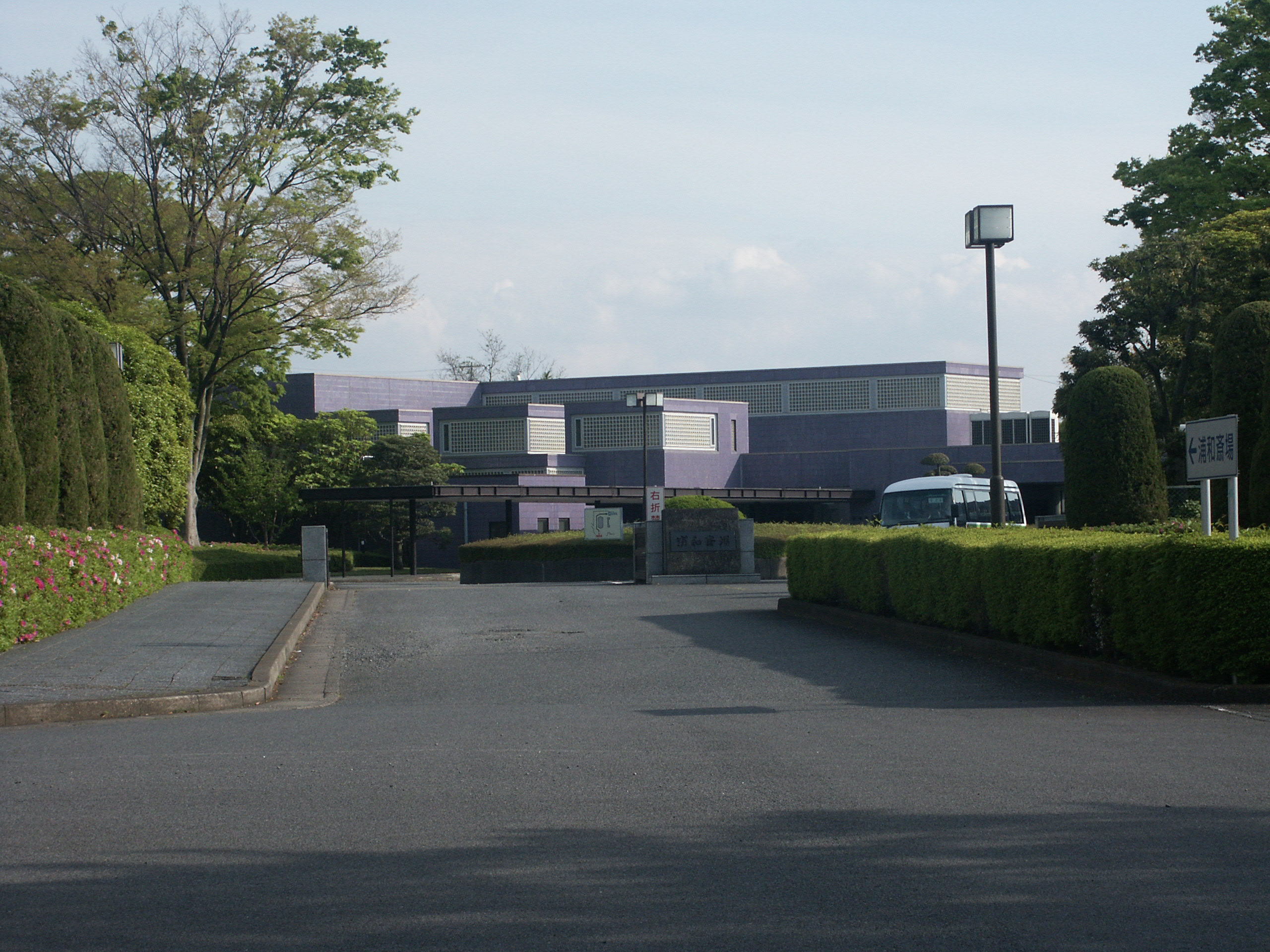
浦和斎場

## 概要
浦和市時代、駒場スタジアムの隣、現在さいたま市青少年宇宙科学館がある場所にあった浦和市営火葬場が老朽化したことと敷地拡大が望まれたことに伴い、1976年（昭和51年）頃から現在の場所への移転が検討された。周辺では反対期成同盟が結成されたが、慎重に説得を繰り返し、浦和市の要請を受け入れ着工する運びとなった。着工から約1年後の1980年12月3日、敷地面積約2万1000平方メートル内に延べ約3090平方メートルの二階建ての本館が竣工した。

## 沿革
- 1979年（昭和54年）10月 - 着工。
- 1980年（昭和55年）12月3日 - 竣工。

## 料金
※2014年4月1日現在。
- 火葬料はさいたま市民（以下、市民）は12歳以上（以下、大人）7,000円、12歳未満（以下、小人）3,500円、死産児1,500円、改葬・身体の一部等（1kgあたり）750円。市民以外は大人56,000円、小人28,000円、死産児11,000円、改葬・身体の一部等（1kgあたり）6,000円。
- 葬儀場は市民のみ利用可で、使用料は1時間あたり3,590円。
- 祭壇（仏式と神式があり、いずれも3段の飾りで、神式は1基のみ）使用料は1時間あたり400円。
- 待合室使用料は1部屋1時間あたり市民は1,610円、市民以外は3,220円。
- 霊安室使用料は1日1体あたり市民は530円、市民以外は1,060円。

## 休業日
1月1日から1月3日に加え、火葬業務は友引の日も休業となる。

## 施設内部
- 火葬炉 10基（9時から15時の1時間毎に各3件まで使用可、12時から14時の9件は市民優先）
- 葬祭場 3室（第一葬祭場は100名、その他は75名収容可）
- 売店 あり（ジュース類、酒類、つまみ類、骨壷類等）
- 霊安室 3基
- 待合室 11室（各部屋40名収容可）
- 仮眠室 あり（寝具類なし、遺族以外は21時までに帰宅）

## 景色
荒川の堤防沿いにあるほか、富士山を眺めることができる。

## アクセス

### 自家用車
首都高速埼玉大宮線利用の場合、東京方面からは浦和南出口より約20分、大宮方面からは浦和北出口より約20分。ただし、時間帯によっては満車となる場合があるため、斎場は公共交通機関での来場を奨めている。

### バス
JR浦和駅西口から「大久保浄水場」行きバス約35分乗車、「下大久保」下車徒歩約7分。

### タクシー
JR埼京線南与野駅・与野本町駅より約15分、京浜東北線北浦和駅より約20分。

## 周辺
- 浦和西体育館
- 秋ヶ瀬公園